# Tojma
Tojma (russisk: Тойма; tatarisk: Туйма, tr. Tuyma) er en flod i Udmurtien og Tatarstan i Rusland, en højre biflod til Kama. Den er 124 km lang (heraf 84 i Tatarstan) og afvandingsareal er på 1.446 km². Den udspringer i Udmurtien og løber til Kama nær Jelabuga i Tatarstan.
De største bifloder er Vozzjajka, Yurasjka og Karinka. Den maksimale decharge er 533 m³/s (1979). Afvandingen er reguleret.